# Société Anonyme des Ateliers de Sécheron
La Société Anonyme des Ateliers de Sécheron il cui acronimo è SAAS è stata un'impresa di produzione di apparecchiature elettriche di Ginevra, in Svizzera, assorbita nel 1988 da ABB. Ha prodotto e fornito nel tempo: equipaggiamento ed apparecchiature elettriche delle centrali idroelettriche, locomotive elettriche di vario tipo, parti e dispositivi elettrici per treni, metropolitane, tram e filobus.
La società nacque a Ginevra nel 1879.
Fino al 1919 il principale azionista della SAAS fu la Brown, Boveri & Cie (BBC) ma dal 1924 il pacchetto azionario venne interamente rilevato e la società rimase indipendente fino al 1970, quando la Brown Boveri & Cie ne divenne unico azionista. 
Nel 1982 venne cambiata la ragione sociale in BBC Sécheron AG. 
Nel 1988 avvenne la fusione di ASEA e BBC nel nuovo Gruppo ABB ma la divisione trazione Sécheron rimase separata con la creazione di una nuova società denominata AG Sécheron, divenuta successivamente ABB AG Sécheron, per la produzione di trasformatori di trazione per locomotive e dal 1992 ABB Sécheron.

## Alcune realizzazioni della società
- Apparecchiature e componenti elettriche delle locomotive FFS Ae 3/5
- Apparecchiature e componenti elettriche di 22 unità del gruppo FFS Ae 4/7